# CODEN
CODEN - theo tiêu chuẩn ASTM E250 - là một mã thư mục gồm sáu ký tự chữ và số, cung cấp khả năng nhận dạng ngắn gọn, duy nhất và rõ ràng cho các tiêu đề của tạp chí định kỳ và các ấn phẩm không nối tiếp từ tất cả các lĩnh vực chủ đề.
CODEN trở nên đặc biệt phổ biến trong cộng đồng khoa học như một hệ thống trích dẫn cho các tạp chí định kỳ được trích dẫn trong các ấn phẩm liên quan đến kỹ thuật và hóa học và như một công cụ tìm kiếm trong nhiều danh mục thư mục.

## Lịch sử
CODEN, được thiết kế bởi Charles Bishop (thuộc Viện Nghiên cứu Bệnh mãn tính của Đại học Buffalo, Đại học Bang New York, đã nghỉ hưu), ban đầu được coi như một công cụ hỗ trợ trí nhớ cho các ấn phẩm trong bộ sưu tập tài liệu tham khảo của ông. Bishop lấy các chữ cái đầu tiên của các từ từ các tiêu đề định kỳ bằng cách sử dụng một mã, giúp ông sắp xếp các ấn phẩm đã thu thập được. Vào năm 1953 ông xuất bản hệ thống tài liệu của mình, ban đầu được thiết kế là hệ thống CODEN bốn chữ cái; số lượng và số trang đã được thêm vào, để trích dẫn và định vị chính xác một bài báo trên tạp chí. Sau đó, một biến thể đã được xuất bản vào năm 1957.
Sau khi Bishop đã xác định khoảng 4.000 CODEN, hệ thống CODEN bốn chữ cái đã được phát triển thêm từ năm 1961 bởi LE Kuentzel tại Hiệp hội Thử nghiệm Vật liệu Hoa Kỳ (ASTM). Ông ấy cũng giới thiệu chữ cái thứ năm cho CODEN. Vào đầu kỉ nguyên máy tính, CODEN được xem là một hệ thống nhận dạng có thể đọc được bằng máy cho các tạp chí định kỳ.